# Чемпионат Румынии по футболу 1910/1911
Чемпионат Румынии по футболу 1910/11 — 2-й сезон главного футбольного первенства Румынии. Официальное название Кубок АСАР (рум. Asociațiunea Societăților Atletice din România).